# Uppsala Basket
Uppsala Basket ist ein schwedischer Basketballverein aus Uppsala.

## Geschichte
Der Verein wurde 1960 als YMCA Uppsala Basket gegründet. Von 1989 bis 1992 hieß der Klub Arapt Basket.
Der Verein nahm ab der Saison 1992/93 durchgehend an der höchsten schwedischen Basketball-Liga, der Svenska basketligan teil, ohne jemals aus dieser abzusteigen. Bevor man in die erste Saison ging, änderte man erneut den Vereinsnamen in Mazda Basketball. Unter diesem Namen erreichte der Klub in der Premierensaison der Liga gleich das Halbfinale der Play-offs, im Jahr danach gelang man nicht in die Play-offs.
Zur Saison 1994/95 nannte der Verein sich wiederum anders. Als Fyrishov Gators kam man in der ersten Spielzeit nicht in die Play-offs, in der zweiten erreichte man das Halbfinale und in der dritten Spielzeit das Viertelfinale. Ab der Saison 1997/98 kam der nächste Namenswechsel. Sallén Basket hieß der Verein nun und benannte sich damit nach dem Hauptsponsor Salléns Electronic. Unter diesem Namen kam das Team in neun Jahren nie über das Play-off-Viertelfinale hinaus.
Zur Saison 2007/08 sprang der Hauptsponsor ab und der Verein nahm wieder seinen ursprünglichen Namen an. Nur das Kürzel YMCA ließ man weg. Als Uppsala Basket folgte 2009 wieder eine Teilnahme am Halbfinale, was gegen Solna Vikings knapp verloren ging. Im Jahr darauf schaffte es das Team wieder bis ins Halbfinale und wieder konnte man nicht gewinnen, Plannja Basket war zu stark. 2011 und 2012 schied man jeweils im Viertelfinale aus.
Uppsala Basket ist, hauptsächlich wegen der dauerhaften Zugehörigkeit, Siebter der ewigen Tabelle der Svenska basketligan.

## Halle
Der Verein trägt seine Heimspiele im 3.000 Plätze umfassenden Fyrishov aus.

## Bekannte (ehemalige) Spieler
- Oluoma Nnamaka (2012–2015)
- Yasin Merzoug (2007–2008)